# Dominique Daguier
Dominique Daguier est un acteur français.

## Théâtre
- 1990 : Amadeus de Peter Shaffer, théâtre Montparnasse
- 1990 : Le Malade imaginaire de Molière. Mise en scène : Roger Louret.
- 1990 : Les vacances brouillées, de Benjamin Vincent. Mise en scène : Roger Louret.
- 1990 : L'Aiglon d'Edmond Rostand, Festival d'Anjou
- 1992 : Les Fourberies de Scapin de Molière
- 1994 : La Folle de Chaillot de Jean Giraudoux
- 1995 : Le Faiseur de Balzac
- 1996 : Le Neveu de Rameau, d'après Diderot. Mise en scène : Guy Louret.
- 1999 : Le Mariage forcé de Molière
- 2001 : Les Milles pattes, théâtre Daunou
- 2004 : Beaucoup de bruit pour rien, théâtre 13
- 2005 : Roméo et Juliette, théâtre 13
- 2006 : Old Saybrook, théâtre de l'Atelier
- 2008 : Clérambard, théâtre Hébertot : Le Moine, Le Docteur
- 2011 : Le Songe d'une nuit d'été, théâtre de la Porte Saint-Martin
- 2013 : Volpone, tournée
- 2015 : Voyages avec ma tante, La Pépinière-Théâtre
- 2019 : La Souricière de Agatha Christie, mise en scène Ladislas Chollat, Festival d'Anjou puis La Pépinière-Théâtre
- 2022 : 1983 de Jean-Robert Charrier, mise en scène de l'auteur, Théâtre de la Porte-Saint-Martin

## Filmographie
- 1981 : Les Bidasses aux grandes manœuvres : François
- 1996 : L'Allée du roi (téléfilm)
- 2000 : Boulevard du Palais (série télévisée) : Chargé de Communication
- 2000 : La Crim' (série télévisée) : Francis Remon
- 2002 : Le Boulet d'Alain Berberian
- 2002 : Julie Lescaut (série télévisée) : Voisin Delphine
- 2002 : Avocats et Associés (série télévisée) : Mathieu Caillette
- 2003 : Sauveur Giordano (série télévisée) : Le préfet
- 2003 : Les Cordier, juge et flic (série télévisée) : Le président du jury
- 2004 : L'abbaye du revoir (téléfilm) : Chargé de projet
- 2007 : Avocats et Associés (série télévisée) : Professeur Kaminsky
- 2007 : Train hôtel (téléfilm) : Risler
- 2007 : Scalp (série télévisée) : Picasso
- 2008 : Voici venir l'orage... (série télévisée) : M. Limonade
- 2008-2018 : Engrenages (série télévisée) : Procureur Machard
- 2009 : Les Petits Meurtres d'Agatha Christie (série télévisée) : Préfet de police
- 2009 : Jusqu'à l'enfer (téléfilm) : Le proviseur
- 2011 : Gérald K. Gérald (téléfilm) : Moreno
- 2011 : La Conquête de Xavier Durringer : Jean-Louis Gergorin
- 2011 : Intouchables de Eric Toledano et Olivier Nakache : Ami de Philippe
- 2011 : Un flic (série télévisée) : Schmidt
- 2013 : La Source (série télévisée) : Jean-Claude
- 2014 : Passage du désir, le secret de Manta Corridor (téléfilm) : René Paulin
- 2014 : Origines (série télévisée) : Jacques Tissot
- 2015 : Le Passager (série télévisée) : Le collectionneur
- 2018 : Kepler(s), série télévisée de Frédéric Schoendoerffer : Pierre Enrico
- 2019 : Myster Mocky présente, épisode L'ultime solution de Jean-Pierre Mocky
- 2022 : Les Vieux Fourneaux 2 : Bons pour l'asile de Christophe Duthuron : Édouard Garan-Servier
- 2023 : Les Trois Mousquetaires : Milady de Martin Bourboulon : Juge Tréville